# Liste der Nummer-eins-Hits in Neuseeland (1977)
Dies ist eine Liste der Nummer-eins-Hits in Neuseeland im Jahr 1977. Sie basiert auf den offiziellen Single und Albums Top 40, die im Auftrag von Recorded Music NZ, dem neuseeländischen Vertreter der IFPI, ermittelt werden. Es gab in diesem Jahr 13 Nummer-eins-Singles und 13 Nummer-eins-Alben.

## Singles
| ← 1976 ← | Liste der Nummer-eins-Hits in Neuseeland | Liste der Nummer-eins-Hits in Neuseeland | Liste der Nummer-eins-Hits in Neuseeland | 1978 →                    |
| \| Zeitraum \| Wo. ges. \| Interpret \| Titel Autor(en) \| Zusätzliche Informationen \| \| (Zeitraum, Wochen auf Platz eins, Interpret, Titel, Autor[en], zusätzliche Informationen) \| \| \| \| \| \| ----------------------------------------------------------------------------------------- \| -------- \| ------------------------ \| ------------------------------ \| ------------------------- \| \| 17. Dezember 1976 – 12. Februar 1977 8 Wochen (insgesamt 11) \| 11 \| ABBA \| Dancing Queen \| – \| \| 13. Februar 1977 – 26. Februar 1977 2 Wochen \| 2 \| Leo Sayer \| You Make Me Feel Like Dancing \| – \| \| 27. Februar 1977 – 5. März 1977 1 Woche (insgesamt 2) \| 2 \| Engelbert \| After the Lovin’ \| – \| \| 6. März 1977 – 12. März 1977 1 Woche \| 1 \| J. J. Cale \| Cocaine \| – \| \| 13. März 1977 – 19. März 1977 1 Woche (insgesamt 2) \| 2 \| Engelbert \| After the Lovin’ \| – \| \| 20. März 1977 – 23. April 1977 5 Wochen (insgesamt 6) \| 6 \| David Soul \| Don’t Give Up on Us \| – \| \| 24. April 1977 – 30. April 1977 1 Woche \| 1 \| Tom Jones \| Say You’ll Stay Until Tomorrow \| – \| \| 1. Mai 1977 – 7. Mai 1977 1 Woche (insgesamt 6) \| 6 \| David Soul \| Don’t Give Up On Us \| – \| \| 8. Mai 1977 – 4. Juni 1977 4 Wochen \| 4 \| Julie Covington \| Don’t Cry for Me Argentina \| – \| \| 5. Juni 1977 – 2. Juli 1977 4 Wochen \| 4 \| Mark Williams \| It Doesn’t Matter Anymore \| – \| \| 3. Juli 1977 – 6. August 1977 5 Wochen \| 5 \| Pussycat \| My Broken Souvenirs \| – \| \| 7. August 1977 – 24. September 1977 7 Wochen \| 7 \| Heatwave \| Boogie Nights \| – \| \| 25. September 1977 – 29. Oktober 1977 5 Wochen (insgesamt 6) \| 6 \| Electric Light Orchestra \| Telephone Line \| – \| \| 30. Oktober 1977 – 5. November 1977 1 Woche \| 1 \| Paul Nicholas \| Heaven on the 7th Floor \| – \| \| 6. November 1977 – 12. November 1977 1 Woche (insgesamt 6) \| 6 \| Electric Light Orchestra \| Telephone Line \| – \| \| 13. November 1977 – 31. Dezember 1977 7 Wochen \| 7 \| The Floaters \| Float On \| – \| |                                          |                                          |                                          |                           |
| ← 1976 |                                          |                                          |                                          | → 1978 →                  |
| Zeitraum | Wo. ges.                                 | Interpret                                | Titel Autor(en)                          | Zusätzliche Informationen |
| (Zeitraum, Wochen auf Platz eins, Interpret, Titel, Autor[en], zusätzliche Informationen) |                                          |                                          |                                          |                           |
| 17. Dezember 1976 – 12. Februar 1977 8 Wochen (insgesamt 11) | 11                                       | ABBA                                     | Dancing Queen                            | –                         |
| 13. Februar 1977 – 26. Februar 1977 2 Wochen | 2                                        | Leo Sayer                                | You Make Me Feel Like Dancing            | –                         |
| 27. Februar 1977 – 5. März 1977 1 Woche (insgesamt 2) | 2                                        | Engelbert                                | After the Lovin’                         | –                         |
| 6. März 1977 – 12. März 1977 1 Woche | 1                                        | J. J. Cale                               | Cocaine                                  | –                         |
| 13. März 1977 – 19. März 1977 1 Woche (insgesamt 2) | 2                                        | Engelbert                                | After the Lovin’                         | –                         |
| 20. März 1977 – 23. April 1977 5 Wochen (insgesamt 6) | 6                                        | David Soul                               | Don’t Give Up on Us                      | –                         |
| 24. April 1977 – 30. April 1977 1 Woche | 1                                        | Tom Jones                                | Say You’ll Stay Until Tomorrow           | –                         |
| 1. Mai 1977 – 7. Mai 1977 1 Woche (insgesamt 6) | 6                                        | David Soul                               | Don’t Give Up On Us                      | –                         |
| 8. Mai 1977 – 4. Juni 1977 4 Wochen | 4                                        | Julie Covington                          | Don’t Cry for Me Argentina               | –                         |
| 5. Juni 1977 – 2. Juli 1977 4 Wochen | 4                                        | Mark Williams                            | It Doesn’t Matter Anymore                | –                         |
| 3. Juli 1977 – 6. August 1977 5 Wochen | 5                                        | Pussycat                                 | My Broken Souvenirs                      | –                         |
| 7. August 1977 – 24. September 1977 7 Wochen | 7                                        | Heatwave                                 | Boogie Nights                            | –                         |
| 25. September 1977 – 29. Oktober 1977 5 Wochen (insgesamt 6) | 6                                        | Electric Light Orchestra                 | Telephone Line                           | –                         |
| 30. Oktober 1977 – 5. November 1977 1 Woche | 1                                        | Paul Nicholas                            | Heaven on the 7th Floor                  | –                         |
| 6. November 1977 – 12. November 1977 1 Woche (insgesamt 6) | 6                                        | Electric Light Orchestra                 | Telephone Line                           | –                         |
| 13. November 1977 – 31. Dezember 1977 7 Wochen | 7                                        | The Floaters                             | Float On                                 | –                         |

## Alben
| ← 1976 ← | Liste der Nummer-eins-Hits in Neuseeland | Liste der Nummer-eins-Hits in Neuseeland | Liste der Nummer-eins-Hits in Neuseeland | 1978 →                    |
| \| Zeitraum \| Wo. ges. \| Interpret \| Titel \| Zusätzliche Informationen \| \| (Zeitraum, Wochen auf Platz eins, Interpret, Titel, zusätzliche Informationen) \| \| \| \| \| \| ------------------------------------------------------------------------------ \| -------- \| ------------------------------------- \| ----------------------- \| ------------------------- \| \| 26. November 1976 – 19. Februar 1977 12 Wochen \| 12 \| ABBA \| Arrival \| – \| \| 20. Februar 1977 – 5. März 1977 2 Wochen (insgesamt 3) \| 3 \| Eagles \| Hotel California \| – \| \| 6. März 1977 – 26. März 1977 3 Wochen (insgesamt 9) \| 9 \| Rod Stewart \| A Night on the Town \| – \| \| 27. März 1977 – 23. April 1977 4 Wochen \| 4 \| Pink Floyd \| Animals \| – \| \| 24. April 1977 – 30. April 1977 1 Woche (insgesamt 3) \| 3 \| Eagles \| Hotel California \| – \| \| 1. Mai 1977 – 7. Mai 1977 1 Woche (insgesamt 9) \| 9 \| Barbra Streisand / Kris Kristofferson \| A Star Is Born \| – \| \| 8. Mai 1977 – 14. Mai 1977 1 Woche \| 1 \| Neil Diamond \| Love at the Greek \| – \| \| 15. Mai 1977 – 28. Mai 1977 2 Wochen \| 2 \| (Verschiedene Interpreten) \| Masterpiece \| – \| \| 29. Mai 1977 – 4. Juni 1977 1 Woche \| 1 \| (Verschiedene Interpreten) \| Disco Magic \| – \| \| 5. Juni 1977 – 30. Juli 1977 8 Wochen (insgesamt 9) \| 9 \| Barbra Streisand / Kris Kristofferson \| A Star Is Born \| – \| \| 31. Juli 1977 – 3. September 1977 5 Wochen \| 5 \| Bee Gees \| Here at Last … Live \| – \| \| 4. September 1977 – 10. September 1977 1 Woche (insgesamt 9) \| 9 \| Fleetwood Mac \| Rumours \| – \| \| 11. September 1977 – 24. September 1977 2 Wochen \| 2 \| Pussycat \| Souvenirs \| – \| \| 25. September 1977 – 22. Oktober 1977 4 Wochen \| 4 \| Elvis Presley \| Moody Blue \| – \| \| 23. Oktober 1977 – 19. November 1977 4 Wochen (insgesamt 9) \| 9 \| Fleetwood Mac \| Rumours \| – \| \| 20. November 1977 – 3. Dezember 1977 2 Wochen (insgesamt 3) \| 3 \| Rod Stewart \| Foot Loose & Fancy Free \| – \| \| 4. Dezember 1977 – 28. Januar 1978 8 Wochen (insgesamt 14) \| 14 \| Fleetwood Mac \| Rumours \| – \| |                                          |                                          |                                          |                           |
| ← 1976 |                                          |                                          |                                          | → 1978 →                  |
| Zeitraum | Wo. ges.                                 | Interpret                                | Titel                                    | Zusätzliche Informationen |
| (Zeitraum, Wochen auf Platz eins, Interpret, Titel, zusätzliche Informationen) |                                          |                                          |                                          |                           |
| 26. November 1976 – 19. Februar 1977 12 Wochen | 12                                       | ABBA                                     | Arrival                                  | –                         |
| 20. Februar 1977 – 5. März 1977 2 Wochen (insgesamt 3) | 3                                        | Eagles                                   | Hotel California                         | –                         |
| 6. März 1977 – 26. März 1977 3 Wochen (insgesamt 9) | 9                                        | Rod Stewart                              | A Night on the Town                      | –                         |
| 27. März 1977 – 23. April 1977 4 Wochen | 4                                        | Pink Floyd                               | Animals                                  | –                         |
| 24. April 1977 – 30. April 1977 1 Woche (insgesamt 3) | 3                                        | Eagles                                   | Hotel California                         | –                         |
| 1. Mai 1977 – 7. Mai 1977 1 Woche (insgesamt 9) | 9                                        | Barbra Streisand / Kris Kristofferson    | A Star Is Born                           | –                         |
| 8. Mai 1977 – 14. Mai 1977 1 Woche | 1                                        | Neil Diamond                             | Love at the Greek                        | –                         |
| 15. Mai 1977 – 28. Mai 1977 2 Wochen | 2                                        | (Verschiedene Interpreten)               | Masterpiece                              | –                         |
| 29. Mai 1977 – 4. Juni 1977 1 Woche | 1                                        | (Verschiedene Interpreten)               | Disco Magic                              | –                         |
| 5. Juni 1977 – 30. Juli 1977 8 Wochen (insgesamt 9) | 9                                        | Barbra Streisand / Kris Kristofferson    | A Star Is Born                           | –                         |
| 31. Juli 1977 – 3. September 1977 5 Wochen | 5                                        | Bee Gees                                 | Here at Last … Live                      | –                         |
| 4. September 1977 – 10. September 1977 1 Woche (insgesamt 9) | 9                                        | Fleetwood Mac                            | Rumours                                  | –                         |
| 11. September 1977 – 24. September 1977 2 Wochen | 2                                        | Pussycat                                 | Souvenirs                                | –                         |
| 25. September 1977 – 22. Oktober 1977 4 Wochen | 4                                        | Elvis Presley                            | Moody Blue                               | –                         |
| 23. Oktober 1977 – 19. November 1977 4 Wochen (insgesamt 9) | 9                                        | Fleetwood Mac                            | Rumours                                  | –                         |
| 20. November 1977 – 3. Dezember 1977 2 Wochen (insgesamt 3) | 3                                        | Rod Stewart                              | Foot Loose & Fancy Free                  | –                         |
| 4. Dezember 1977 – 28. Januar 1978 8 Wochen (insgesamt 14) | 14                                       | Fleetwood Mac                            | Rumours                                  | –                         |